# Liaoyuan
Liaoyuan (cinese: 辽源; pinyin: Liáoyuán) è una città-prefettura della Cina nella provincia dello Jilin.

## Suddivisioni amministrative
- Distretto di Longshan
- Distretto di Xi'an
- Contea di Dongliao
- Contea di Dongfeng